# 関西テレメッセージ
関西テレメッセージ（かんさいテレメッセージ）は、かつて1980年代後半から1990年代にかけて滋賀県・京都府・大阪府・奈良県・兵庫県・和歌山県をサービスエリアとしてポケットベルなどの事業を行っていた企業。本社は大阪市中央区伏見町にあった。

## 概要
1986年設立。設立時の大株主には関西電力などが名を連ねた。
当時は関テレの通称で知られ、1990年代中盤の女子高生を話題の中心とする爆発的なポケベル人気の中でNTTドコモと並んで加入者を急増させたが、その後ポケベル人気の中核をなしていた高校生から20代前半の若者らが携帯電話やPHSに急速に移行したことから基地局などの通信設備が過剰となり、その減価償却などに苦しむこととなった。
ポケベルによるバーチャルアパート友鈴荘なるものも展開させたが時代には勝てなかった。
1999年の会社の特別清算を発表後、NTTドコモ関西が事業を引き継ぎ、会社を清算している。
マスコットは「でんぱくん」。
ちなみに公式ホームページ（http://www.ktm.co.jp/）跡地は現在有限会社寿精工のホームページになっている。

## 沿革
- 1986年10月 - 設立[3]
- 1987年
  - 1月6日 - 第一種電気通信事業申請[4]
  - 4月24日 - 第一種電気通信事業許可[5][6]
  - 6月30日 - 料金認可[7]
  - 10月1日 - 開業[5][8]
- 1996年 - ボイスメッセージサービス開始。月額400円
- 1997年 - 「メッセージ通番・再送サービス」開始。月額300円
- 1999年
  - 8月25日 - 特別清算を発表(負債総額180億円強)、契約約款の変更(新規申込受付停止)を申請[9]。1999年3月期は18億5000万円の経常赤字、出資は関西電力(12.5%)、住友金属工業(10%)、松下興産(10%)、日本テレコム、三菱商事、住友商事、大阪ガス、サントリー、きんでん他[10]
  - 9月30日 - 継続利用者の移管でNTTドコモと合意[11]、初期費用なしに
  - 10月1日 - 新規加入停止[9]
  - 12月7日 - 事業廃止を臨時株主総会で決議[12]
  - 12月31日 - サービス停止[11]
- 2000年2月8日 - 事業廃止[12]、特別清算

## 通信端末
詳細はテレメッセージ内の通信端末を参照のこと。

## 主なキャンペーン
- バーチャルアパート友鈴荘
- でんぱくんプラザ （景品はでんぱくんのオリジナルタオル、松雪泰子テレカなど）

## 宣伝活動など

### イメージキャラクター
- 石川秀美
- 高橋かおり
- 高倉香織
- 松雪泰子

## 関連会社
- 心斎橋ダイヤモンドビル - 90年代中期に元大阪営業所が入居。三菱UFJ銀行やB-Gram RECORDS大阪・GIZA Studio等のビーイングの関連会社が入居
- 新クレセントビル- 旧居留地にあるこの建物の3階が元神戸営業所
- ネオフィス姫路南-この建物の3階が元姫路営業所
- アドバンスネットワーク京都・滋賀地区総代理店